# 特蕾丝·约海于格
特蕾泽·约豪格（挪威語：Therese Johaug，1988年6月25日—）是一名挪威越野滑雪和田徑运动员，曾效力於Tynset IF和IL Nansen俱乐部。2016年10月，约豪格因為藥檢（Clostebol）呈阳性，被禁赛18个月。2019年，约海于格参加了挪威全国田径锦标赛，並在10000米比賽以32分20秒的成绩獲得金牌。截至2022年，她在世界锦标赛中赢得了10枚个人金牌和3枚接力赛金牌，她還獲得過4枚奧運會獎牌（2022年北京冬奧會首位金牌得主）。